# Бернардин Рібейру
Бернарди́н Рібе́йру (порт. Bernardim Ribeiro; також у орфографії XVI ст. порт. Bernaldim Ribeiro; прибл. 1482, Торран (Алкасер-ду-Сал) — 1552/1552, Лісабон) — португальський письменник і поет епохи Ренессансу. Класик португальської літератури XVI століття. Зачинатель буколічної поезії у Португалії; автор роману «Історія молодої дівчини» (1554).

## З життєпису
Про життя Бернардина Рібейру відомо дуже мало. Жодна з дат життя письменника, окрім публікацій поезії у «Загальному пісеннику» (1516) і двох посмертних видань його роману (1554; 1557) не має достовірних документальних підтверджень. Дані Британської енциклопедії (1911), причому в комплексі, натепер є застарілими. 
Оригінал документу правнука письменника з датуванням 1482 року, як року народження, й інформацією про смерть Бернардина Рібейру від божевілля у лісабонській лікарні у 1552 році не зберігся. Більше того, згідно з даними А.-Ж. Сарайви, Кошта Пімпан (Costa Pimpão) довів його недостовірність. Окрім того, неможливо довести, що дехто Б. Рібейру, який навчався з 1507 до 1511 року в Лісабонському університеті і був призначений у 1524 році на посаду писаря (Escrivão da Camara), та письменник Бернардин Рібейру є однією й тією ж особою. Ці життєписи грунтуються виключно на припущеннях дослідників і походять з його віршованих творів.
Народився у родині Дам'яна Рібейру, замішаного у змові 1484 роке проти короля Жуана II втікача до Кастилії, де він знайшов прихисток у родичів. Після сходження Мануела I на португальський трон у 1495 році й реабілітації Рібейру його родина змогла повернутись на батьківщину.
Від нерозділеного кохання до дівчини з благородного сімейства Б. Рібейру потрапив у скандал і втратив симпатію короля, був звільнений з посади та вирушив у вигнання, вочевидь, до Італії. 
За Жуана III повернувся у 1524 році на батьківщину.

## Творчість

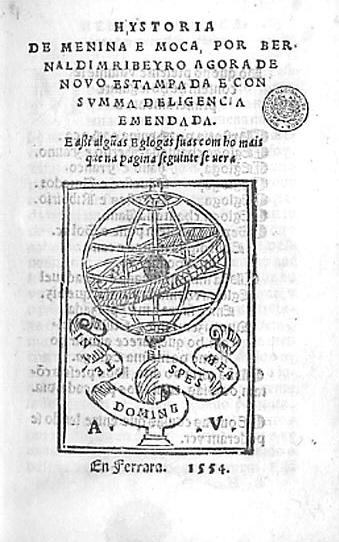
Титульний аркуш роману «Історія молодої дівчини» (Hystoria de menina e moça), 1554

Прозаїк, автор віршів (переважно — еклог пасторального характеру), що відзначаються вишуканістю форми. 
Поезія Рібейру пронизана гуманістичною мрією про «золотий вік» єднання людини з природою.
Літературною творчістю почав займатися при королівському дворі. Брав участь у палацових розвагах, зокрема в поетичних імпровізаціях. 
Про дружбу з Франсішку ді Са-ді-Мірандою є лише непрямі свідчення: у відредагованому раніше 1544 року еклозі Basto поет згадує «хорошого друга Рібейру» (порт. bom Ribeiro amigo), як уже померлого (вірші 397—398). З цього робиться припущення, що Рібейру пішов з життя раніше 1554 року, прі чому А.-Ж. Сарайва припускає, що перша публікація його еклоги про Сілвештра і Амадору (Trovas de dous pastores) 1536 року вже могла бути видана посмертно. Про дружбу з Криштованом Фалканом (бл. 1512—1558) немає жодних документальних свідчень.
У своїх поетичних творах Рібейру дотримувався середньовічної традиції, точніше старого, а не нового італійського стиля, що іменується дольче стиль нуово. Першим ввів у португальську літературу поетичний жанр еклоги.
Славу Бенардинові Рібейру приніс незакінчений і опублікований уже посмертно роман «Історія молодої дівчини» — один з ранніх шедеврів психологічної прози, що поєднував мотиви лицарського і пасторального романів. 

## Видання
- Ribeiro B. Hystoria de menina e moça : por Bernardim Ribeyro agora de nouo estampada e con summa deligencia emendada. E assi algu[m]as Eglogas suas com ho mais que na pagina seguinte se uera :  / Bernaldim Ribeyro. — 1.ª edição. — Ferrara : Abramo Usque, 1554. — (CLXVII [1] f.) 334 p.

1-е дипломатичне видання
- Ribeiro B., Falcão C. Hystoria de menina e moça // Obras : Nova edição conforme a edição de Ferrara preparada e revista por Anselmo Braamcamp Freire e prefaciada por D. Carolina Michaëlis de Vasconcelos :  in 2 vol. / Bernardim Ribeiro, Cristvão Falcão / Anselmo Braamcamp Freire, Carolina Michaëlis de Vasconcellos. — 2.ª edição. — Coimbra : Imprensa da Universidade, 1932. — Vol. 2. — 159 p. — (Biblioteca de Escritores Portugueses). — 50 экз. 1.ª edição 1923.